# Козловка (Ройкинська сільрада)
Козловка (рос. Козловка) — присілок в Кстовському районі Нижньогородської області Російської Федерації.
Населення становить 378 осіб. Входить до складу муніципального утворення Ройкинська сільрада.

## Історія
Від 2009 року входить до складу муніципального утворення Ройкинська сільрада.

## Населення
| 2002 | 2010 |
| ---- | ---- |
| 317  | ↗378 |